# Peter Vanbekbergen
Peter Vanbekbergen is een beeldhouwer uit Kessel-Lo, die het  bronzen standbeeld van de Paepe Thoon en De koeieschieter maakte, deze zijn beide te vinden aan de Brusselsestraat in Leuven, met ongeveer een halve kilometer ertussenin.